# 1-й Озерковский переулок
1-й Озерко́вский переулок — переулок в Приморском районе Санкт-Петербурга. Проходит от Озерковского проспекта до Малой Десятинной улицы в историческом районе Озерки. Параллелен Елисеевской улице и 2-му Озерковскому переулку.

## История
Название переулка известно с 1940-х годов и связано с Озерковским проспектом.

## Пересечения
С северо-запада на юг-восток (по увеличению нумерации домов) 1-й Озерковский переулок пересекают следующие улицы:
- Озерковский проспект — 1-й Озерковский переулок примыкает к нему;
- Малая Десятинная улица — 1-й Озерковский переулок примыкает к ней.

## Транспорт
Ближайшая к 1-му Озерковскому переулку станция метро — «Озерки» 2-й (Московско-Петроградской) линии (около 1,3 км по прямой от конца переулка).
Движение наземного общественного транспорта по переулку отсутствует.
Ближайшая к 1-му Озерковскому переулку железнодорожная платформа — Озерки (около 250 м по прямой от конца переулка).

## Общественно значимые объекты
- Северная трасса Малой Октябрьской железной дороги (у начала переулка)